# 圣日耳曼-苏尔斯塞纳
圣日耳曼-苏尔斯塞纳（法語：Saint-Germain-Source-Seine，法語發音：[sɛ̃ ʒɛʁmɛ̃ suʁs sɛn]）是法国科多尔省的一个旧市镇，属于蒙巴尔区。2009年，圣日耳曼-苏尔斯塞纳与市镇布莱塞合并为新市镇苏尔斯塞纳。

## 地理
圣日耳曼-苏尔斯塞纳（47°30'N, 4°42'E）面积，位于法国勃艮第-弗朗什-孔泰大區科多尔省，该省份为法国中东部省份，北起奥布省，西接涅夫勒省和约讷省，南至索恩-卢瓦尔省，东南接汝拉省，东临上索恩省，东北部与上马恩省接壤。
圣日耳曼-苏尔斯塞纳的时区为UTC+01:00、UTC+02:00（夏令时）。

## 行政
圣日耳曼-苏尔斯塞纳的邮政编码为21690，INSEE市镇编码为21551。

## 人口
圣日耳曼-苏尔斯塞纳于2006年1月1日时的人口数量为28人。